# Oroukayo
Oroukayo è un arrondissement del Benin situato nella città di Kouandé (dipartimento di Atakora) con 18 294 abitanti (dato 2006).